# Liste der Mitglieder der Deutschen Akademie der Naturforscher Leopoldina/1664
Die Liste der Mitglieder der Deutschen Akademie der Naturforscher Leopoldina für 1664 enthält alle Personen, die im Jahr 1664 zum Mitglied ernannt wurden. Insgesamt gab es drei neu gewählte Mitglieder.

## Mitglieder
| Nr. | Name                                  | Beiname     | Geboren       | Aufnahme | Gestorben     | Bild                |
| --- | ------------------------------------- | ----------- | ------------- | -------- | ------------- | ------------------- |
| 27  | Hieronymus Conrad Virdung von Hartung | Melissus I. | 26. Okt. 1640 | 27. Apr. | 6. Jan. 1708  |                     |
| 28  | Paul Ammann                           | Dryander I. | 31. Aug. 1634 | 27. Apr. | 4. Feb. 1690  |                     |
| 29  | Johann Daniel Major                   | Hesperus I. | 16. Aug. 1634 | 14. Mai  | 23. Aug. 1693 | Johann Daniel Major |